# Chickasaw (Ohio)
Chickasaw es una villa ubicada en el condado de Mercer en el estado estadounidense de Ohio. En el Censo de 2010 tenía una población de 290 habitantes y una densidad poblacional de 476,47 personas por km².

## Geografía
Chickasaw se encuentra ubicada en las coordenadas 40°26′10″N 84°29′37″O / 40.43611, -84.49361. Según la Oficina del Censo de los Estados Unidos, Chickasaw tiene una superficie total de 0.61 km², de la cual 0.61 km² corresponden a tierra firme y (0.43%) 0 km² es agua.

## Demografía
Según el censo de 2010, había 290 personas residiendo en Chickasaw. La densidad de población era de 476,47 hab./km². De los 290 habitantes, Chickasaw estaba compuesto por el 99.66% blancos, el 0% eran afroamericanos, el 0% eran amerindios, el 0% eran asiáticos, el 0% eran isleños del Pacífico, el 0.34% eran de otras razas y el 0% pertenecían a dos o más razas. Del total de la población el 0.34% eran hispanos o latinos de cualquier raza.